# برف‌روب

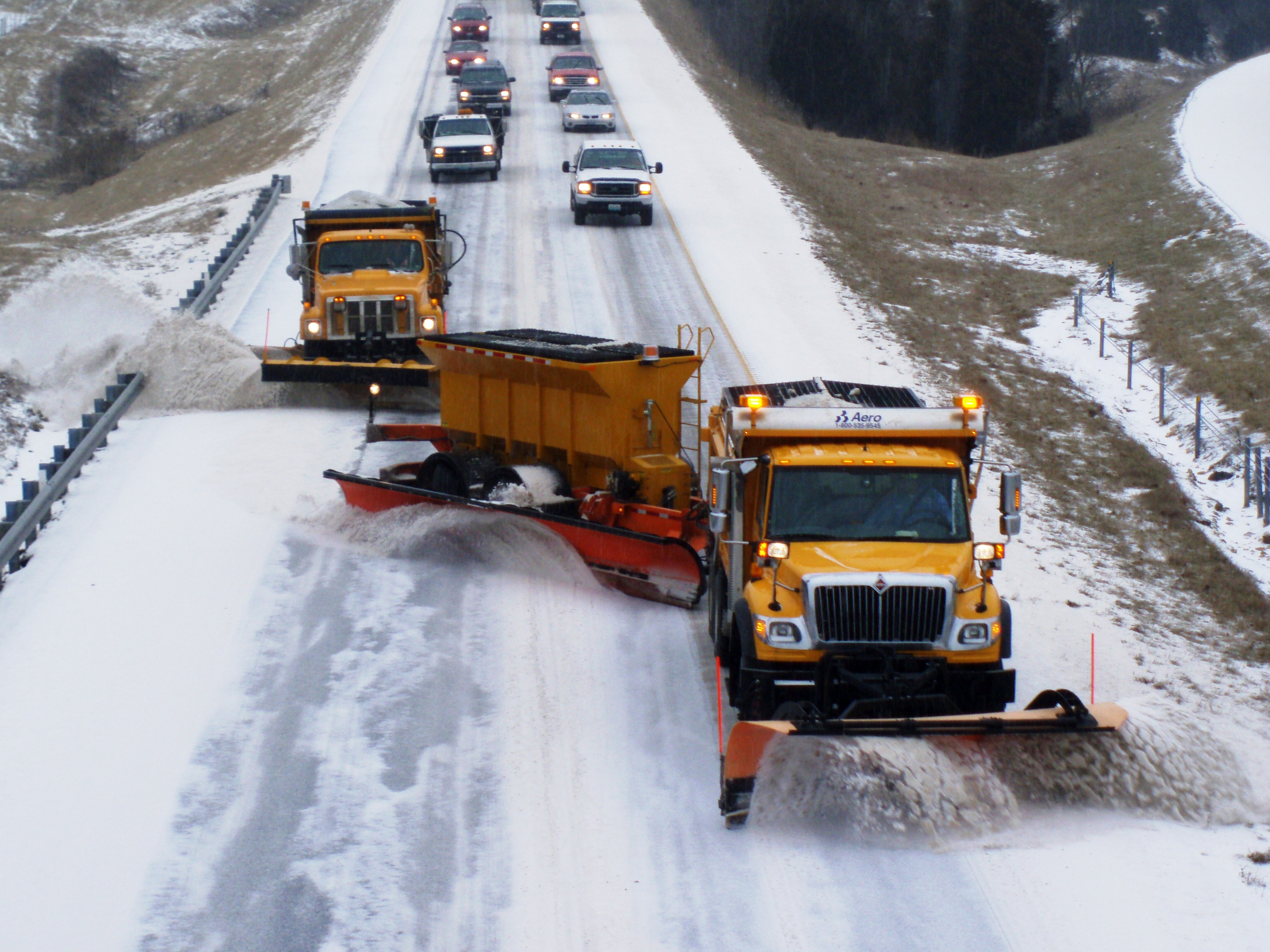
TowPlow و کامیون ها در جادو روستایی بین ایالتی میسوری

برف‌روب (به انگلیسی: snowplow) دستگاهی است که بر روی یک خودرو نصب می شود و برای برف‌روبی از سطوح مسیرهای حمل و نقلی استفاده می شود. علاوه بر خودروهایی که برای این کار ساخته شده اند، این دستگاه برای روی خودروهایی از قبیل وانت و لودر برای تحقق این هدف نصب می شوند. بعضی از مناطقی که به طور مکرر شاهد برف نیستند ممکن است از گریدر/شیب‌ساز برای زدودن برف و یخ فشرده در خیابان ها استفاده کنند. برف روب ها همچنین می توانند بر روی واگن های ریلی یا لوکوموتیو نیز برای برفروبی مسیرهای ریلی نصب شوند.

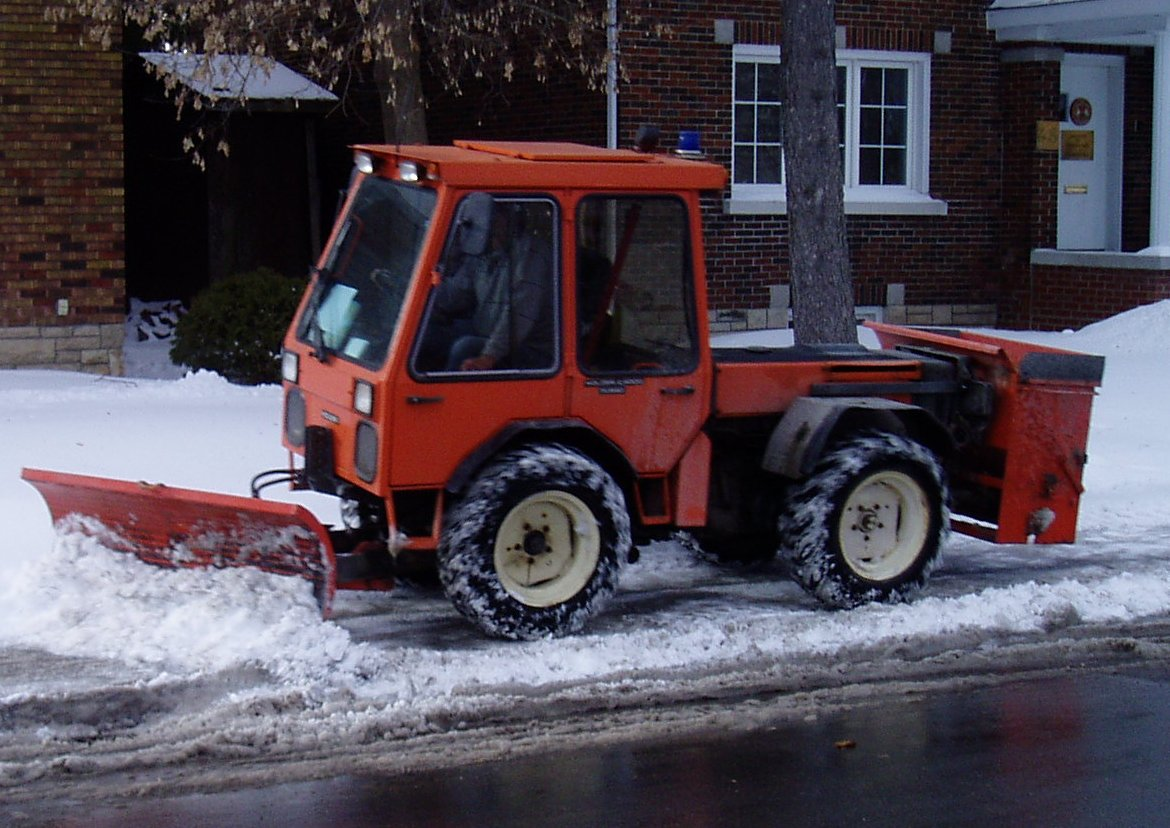
یک برفروب کوچک پیاده‌رو در اوتاوا، انتاریو، کانادا

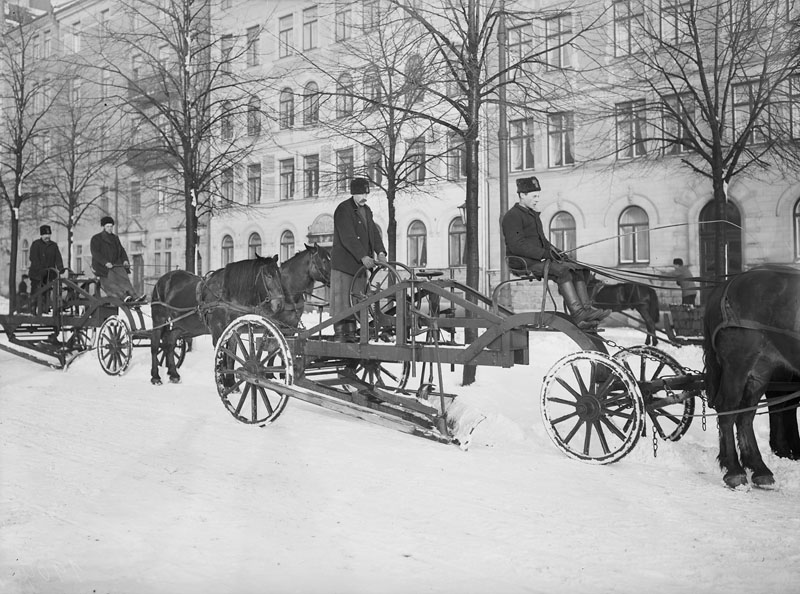
ماشین برف روبی در سال 1909 در سوئد

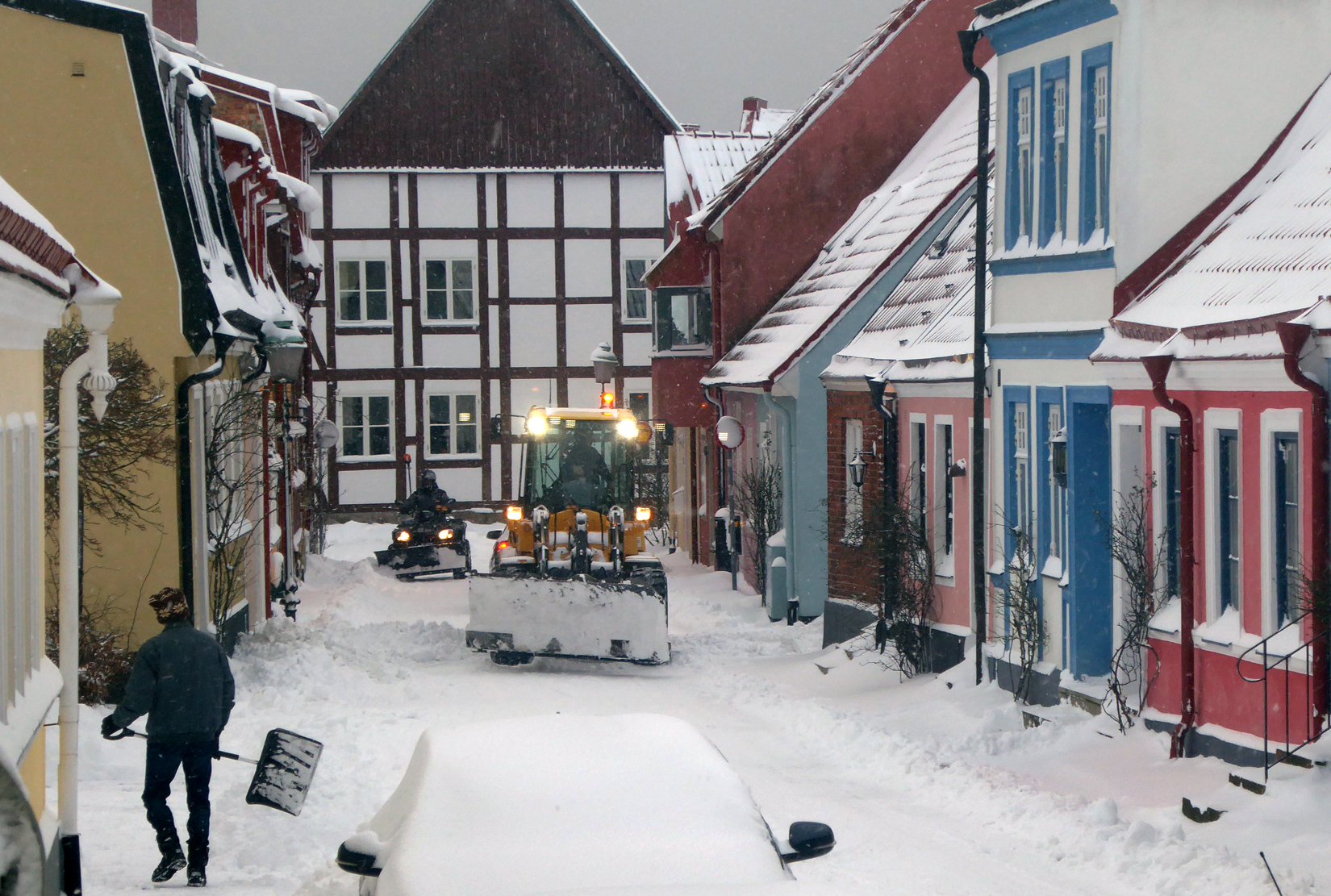
برف‌روبها در ایستد در سوئد، فوریه 2018.

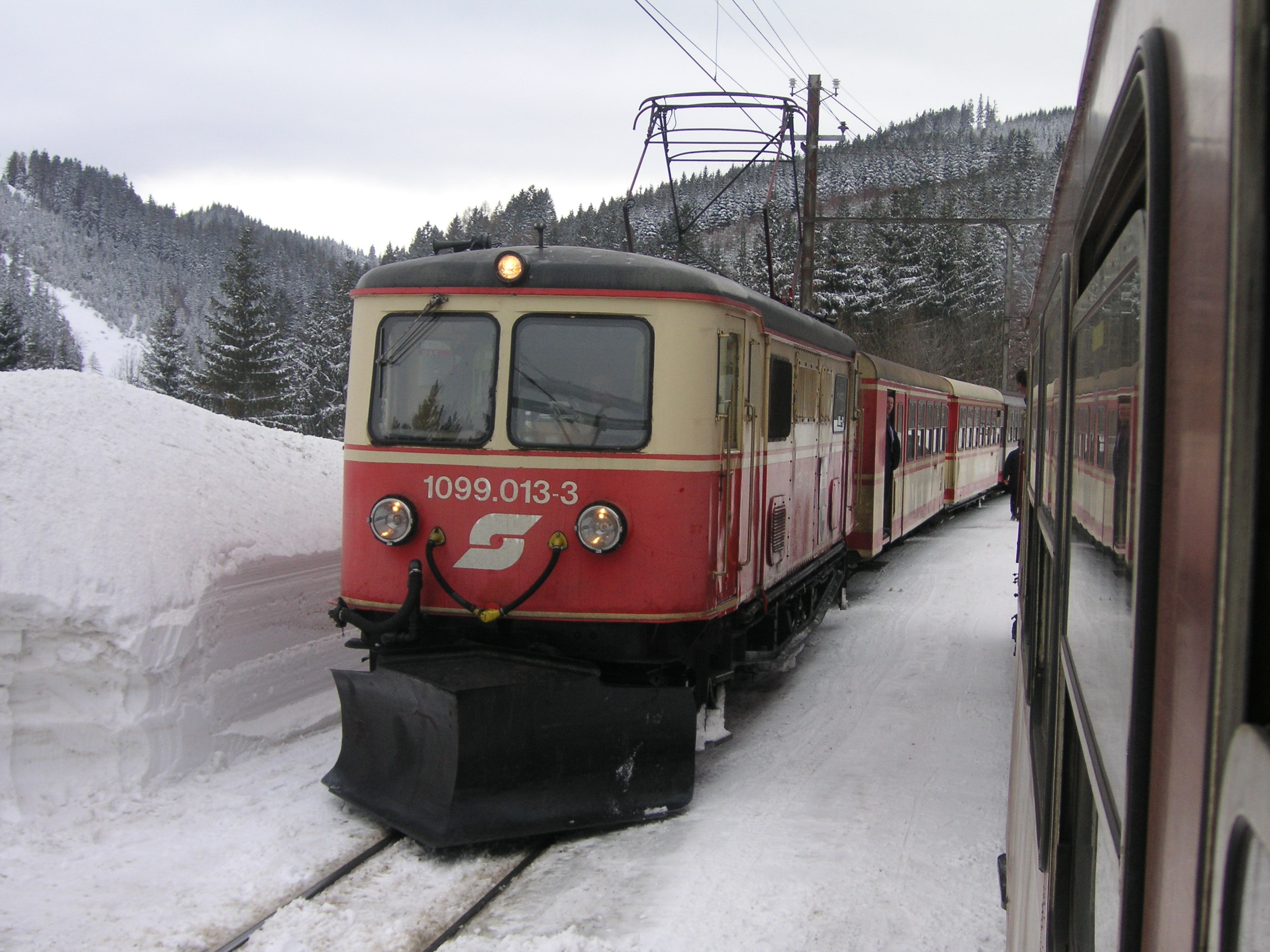
برفروب کوچک گوه‌ای که در قطار مسافربری در اتریش سفلی نصب شده است.

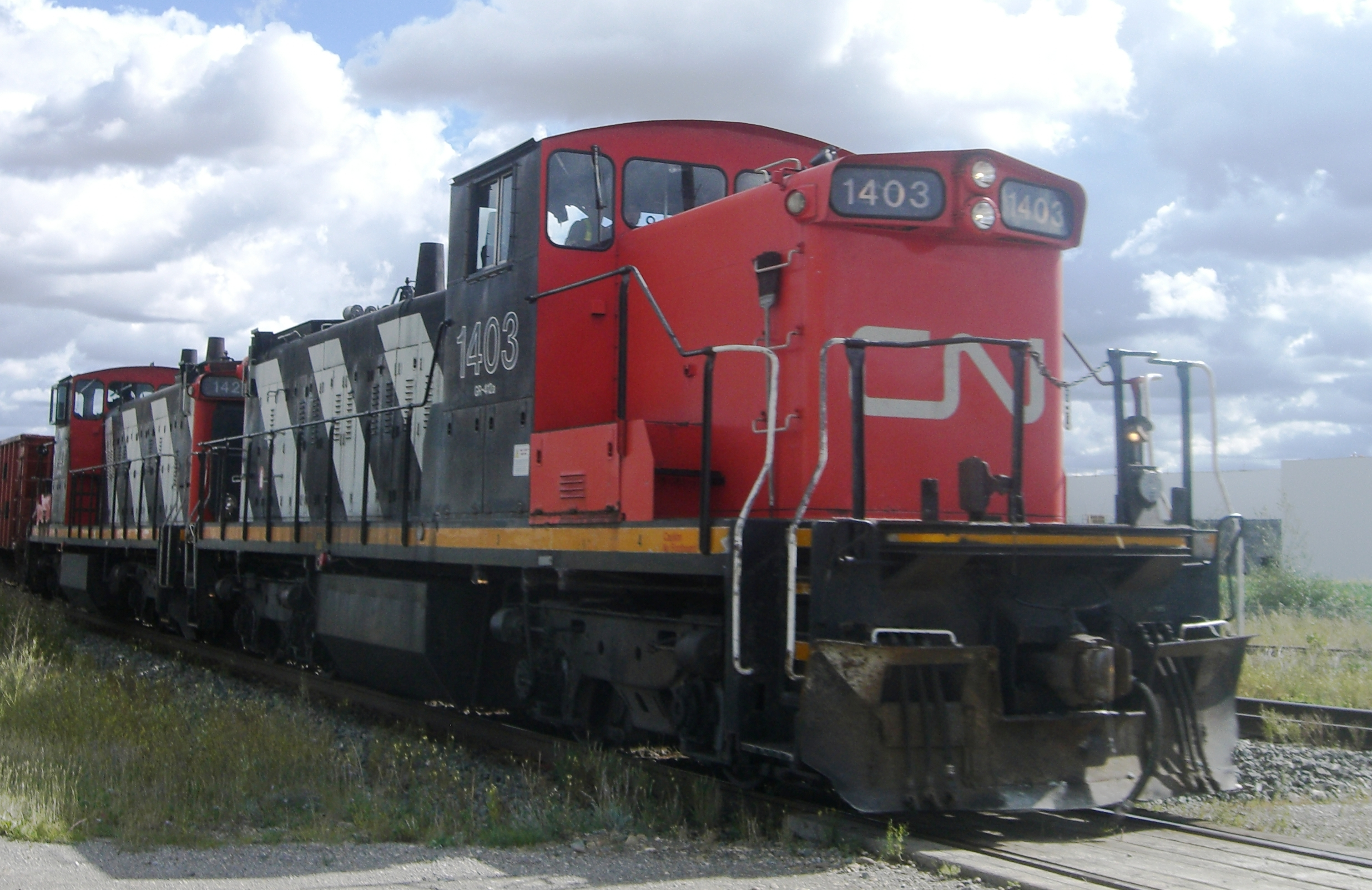
نمونه ای از لوکوموتیو با خلبان برفروب.